# Onze-Lieve-Vrouw ter Engelen
Onze-Lieve-Vrouw ter Engelen was een klooster in de stad Bilzen, gelegen aan de huidige Kloosterstraat.

## Geschiedenis
Dit klooster was een stichting van de Zusters Franciscanessen van de Derde Orde, die afkomstig waren van het klooster Sint-Catharinadal te Hasselt.
De zusters vestigden zich in 1472 op het terrein van het -toen verlaten- Begijnhof en stichtten er enkele gebouwen, die echter in 1474 door onweer werden verwoest.
De zusters vroegen -en kregen- toestemming om zich op een andere plaats te vestigen, temeer daar de nabijheid van de Demer vochtig en ongezond was. Aldus werd het klooster Onze-Lieve-Vrouw ter Engelen gesticht, aan de huidige Kloosterstraat.
In 1483 werd dit klooster door brand verwoest, ten gevolge van inname van Bilzen door de troepen van Johan van Horne. Het werd herbouwd, om in 1636 oipnieuw verwoest te worden, nu door de troepen van Jan van Weert. Daarna kwam het klooster weer in gebruik, totdat het in 1797 door de Fransen werd opgeheven, onteigend en verkocht. De kerk werd afgebroken, en in het kloostergebouw kwamen gezinswoningen.

## Priorij Sion
In 1837 kwamen er opnieuw religieuzen in het klooster, en wel de Reguliere Kanunnikessen van het Heilig Graf, die er een pensionaat begonnen. Dit klooster werd de Priorij Sion genoemd. De zusters waren voornamelijk afkomstig van het Heilig-Grafklooster te Hasselt, dat in 1638 werd gesticht en in 1798 door de Fransen werd opgeheven.
Ook de Zusters van het Heilig Graf stichtten van Bilzen uit een aantal kloosters, zoals dat te Kinrooi (1879).